# چوران، جهلم
چوران (به انگلیسی: Choran) یک منطقهٔ مسکونی در پاکستان است که در پنجاب واقع شده‌است. چوران ۱٬۷۰۰ نفر جمعیت دارد.